# マヤ・ガベイラ
マヤ・レイス・ガベイラ（Maya Reis Gabeira、1987年4月10日 - ）は、ブラジルの女性サーファー。リオ・デ・ジャネイロ出身。

## 来歴
父親のフェルナンド・ガベイラはブラジル緑の党の創設者の1人。2007年から2010年にかけて4年連続でビラボンXXL最優秀女性パフォーマー賞に選ばれている。2014年にはローレウス世界スポーツ賞の年間最優秀Xスポーツ選手にノミネートされた。